# Max Payne 3
Max Payne 3 es un videojuego de acción en tercera persona de la franquicia Max Payne, desarrollado por Rockstar Games para Mac OS X, Microsoft Windows, PlayStation 3 y Xbox 360. Es el tercer juego de la saga, segundo desarrollado por Rockstar Vancouver.
El conocido exdetective, Max Payne, regresa con una tercera entrega que conservó todos los elementos que lo hicieron grande a la saga, pero añadiendo un nuevo giro a su historia argumental. En el juego encarnaremos a un Max jubilado, cansado de la corrupción que lo envuelve y más cínico que nunca.

## Sinopsis
Max Payne 3 continúa la historia del exdetective de Nueva York, Max Payne. Aún atormentado por los recuerdos de su traumático pasado, Max inicia una nueva vida trabajando en seguridad privada junto con su amigo Raúl Passos, protegiendo a la familia Branco en São Paulo, Brasil. Cuando las bandas fijan su objetivo en la familia bajo su protección, Max se ve obligado a luchar para salvar a sus clientes y limpiar su nombre, en un intento de liberarse, de una vez por todas, de los demonios que le han torturado durante demasiado tiempo. Al principio del juego, el Comando Sombra secuestra a Fabiana, la esposa de Rodrigo Branco de una fiesta privada, reclamando un rescate de tres millones de dólares. Max tendrá que arreglárselas para conseguir salvar a la esposa de su jefe. Max se ve obligado a hacer un trato con los secuestradores, y después de que saliera mal, y perdieran el dinero, va en busca de Fabiana, a las favelas de Nova Esperança, sin saber lo que le espera allí.

### Argumento
La historia se desarrolla nueve años después de los acontecimientos ocurridos en Max Payne 2. Después de haber escapado de las manos de un mafioso local en Nueva Jersey, Max y su compañero Raul Passos se encuentran trabajando en Brasil como guardaespaldas personales de los Branco, una familia rica de la ciudad de São Paulo. En una fiesta privada de la localidad, Rodrigo y su esposa Fabiana son secuestrados por integrantes de Comando Sombra, una banda delictiva de las favelas. Pero Max logra perseguir a los secuestradores y rescatar a los Branco. 
Unos días después, Max acompaña a Marcelo y Fabiana Branco (incluida la hermana de Fabiana, Giovanna) a un club nocturno de la ciudad. Pero la fiesta es interrumpida nuevamente por los delincuentes de Comando Sombra. Max logra impedir que secuestren a Giovanna y a Marcelo pero Fabiana es capturada y exigen un pago de 3 millones de dólares por su liberación. Siguiendo las órdenes de Rodrigo, Max y Raul se dirigen al estadio de fútbol Do Galatians, el punto de encuentro acordado por Comando Sombra para realizar el intercambio. Para su sorpresa, el intercambio es interrumpido por una unidad paramilitar conocida como Crachá Preto, los cuales liquidan a los delincuentes de Comando Sombra y se llevan los 3 millones de dólares. 
Sin darse por vencidos, Max y Raul se dirigen al Río Tieté para darle cacería a Comando Sombra y recuperar a Fabiana pero Serrano, el líder de la banda, logra escapar de la zona con la chica. Viendo que Max y Raul han fracasado en el rescate, Rodrigo acepta la ayuda del director de la UFE (Unidad de Fuerzas Especiales), Armando Becker, para rescatar a su esposa sana y salva. Una vez que Victor, Marcelo, Passos y Becker abandonan las instalaciones de Fábricas Branco, el lugar es atacado por Crachá Preto. Max combate contra ellos e intenta salvar a Rodrigo pero descubre que sus esfuerzos han sido en vano al encontrarlo muerto en su oficina. A causa de un artefacto explosivo, Fábricas Branco es destruido por completo.
Después de obtener información de uno de los miembros restantes de Crachá Preto, Max decide adentrarse en la favela de Nueva Esperanza (Nova Esperança) para encontrar a Serrano y rescatar a Fabiana. Allí recibe la ayuda del Detective Wilson Da Silva, quien le informa a Max sobre la relación que existe entre Victor Branco, Crachá Preto y la UFE, además de revelarle la ubicación de Comando Sombra. Al continuar con su misión de rescate, logra encontrar a Fabiana, Marcelo y Giovanna pero lamentablemente Fabiana es ejecutada por Serrano. Max intenta perseguirlo pero la UFE inicia una redada en la favela y se ve obligado a enfrentarse a ellos para alcanzar a Giovanna y Marcelo. Durante la redada, Max descubre que la UFE colabora con Crachá Preto, secuestrando y traficando con personas en las favelas. Sin embargo, Max logra encontrar a Giovanna y a Marcelo pero este es calcinado por los paramilitares. Max logra salvar a Giovanna y elimina Milo Rego, segundo al mando de Crachá Preto. Unas horas después, Max se enfrenta con los paramilitares y salva a Giovanna pero Raul Passos lo abandona una vez que la rescata.
Para su suerte, el detective Da Silva llega al escenario y lleva a Max a un lugar seguro. Luego, Da Silva interroga a Max sobre lo que pasó en el Canal de Panamá cuando estaba con Marcelo y Raul. Al parecer, los tres iban a bordo de un yate llevando un cargamento desconocido, el cual fue atacado por la guerrilla local. Allí, Max se da cuenta de que Passos y Victor Branco reclutaron a Max Payne para que fuera un chivo expiatorio en la operaciones ilícitas que realizaban. Pero para investigar a fondo la situación actual de los rehenes de las favelas, Da Silva lleva a Max a un hotel abandonado la ciudad. Descubre que los rehenes son llevados allí para la extracción y tráfico de órganos en el mercado negro. Max libera a los rehenes, en especial a Serrano, quien fue capturado por la UFE. Max abandona el lugar dejando que Serrano, posteriormente, mate al cirujano que hacia las extracciones. A continuación, Max coloca explosivos por todo el lugar para destruir lo que había logrado Victor Branco y la UFE con sus acciones. Después de acabar con Álvaro Neves, líder de Crachá Preto, Passos aparece y rescata a Max antes de destruir el lugar.
Después de lo ocurrido, Max se reúne con Da Silva, Passos y Giovanna. Passos se disculpa con Max por haberlo utilizado y se marcha de la ciudad con Giovanna (Giovanna esta embarazada esperando un hijo con Passos, con quien tiene una relación). Pero Max decide continuar con su lucha. Para encontrar pruebas que demuestren su inocencia y vinculen a la UFE y a Victor Branco con Crachá Preto y Comando Sombra, Max se entrega a la UFE solicitando ver a Becker. Pero con la ayuda de Da Silva, inician un motín en la comisaría y Max encuentran las pruebas para demostrar su inocencia. Allí comprueba que Rodrigo fue asesinado por un miembro de alto rango de la UFE, el teniente Bachmayer. Furioso, Max asesina a Bachmayer e intenta capturar a Becker. En ese momento, aparece Victor Branco explicándole que el dinero que se utilizaría para el rescate de Fabiana era para financiar el tráfico de órganos. 
Becker y Victor logran escapar de la comisaría e intentan salir del país. Pero Max no se da por vencido y los persigue en el aeropuerto de la ciudad, enfrentándose a Becker y su ejército. Con la ayuda de Da Silva, Max inmoviliza el avión donde Victor intentaba escapar y logran capturan. Victor se burla de ellos, diciendo que su caso no llegara a juicio pero Max le rompe la pierna para que no huya de lo que ha hecho.
Una semana después, Max se encuentra tomando sus vacaciones en Bahía (Brasil). Al ver los noticieros, se alegra de que ahora todos saben la verdad sobre la UFE y las actividades ilegales de Victor Branco. Victor es condenado a prisión pero, poco después, se suicida en su propia celda y la UFE ha sido disuelta. Después de ello, Max recorre la playa sin preocupación mientras observa la puesta del sol.

### Personajes
- Max Payne. Es el principal protagonista del título. Max Payne era detective del departamento de policía de Nueva York y agente encubierto de la DEA. Nueve años después de los eventos de Max Payne 2, Max se retira de la policía. Ahogado en la pena y el alcohol, Max se convierte en un hombre diferente. Pero al matar al hijo de un mafioso local, el detective se va de la ciudad y Raul Passos le ofrece empleo como guardaespaldas de una familia adinerada en Brasil.

## Sistema de juego
Max Payne 3 presenta un modo mejorado del bullet time con más detalles del mundo y del juego como son los casquillos de bala.
Una nueva variante será el bullet time ambiental, este se refiere a cuando la velocidad del juego se ralentice (sin la acción del jugador) en ciertos eventos donde es necesario.
La cámara que sigue a la bala después de matar al último enemigo en antes de una animación volverá.
Esta nueva versión regresa con una gran cantidad de objetos que pueden ser destruidos además con la nueva habilidad de tomar rehenes como escudos humanos también se ha implementado.
El juego introduce un sistema de cobertura bastante similar al que se vería luego en Grand Theft Auto V.
Los modelos de los personajes enemigos sufrirán diferentes lesiones y animaciones de muerte, dependiendo del tipo de armas usadas contra ellos y las partes de sus cuerpos atacadas. Cualquier arma que se pueda coger a una mano se podrá usar como arma doble. Por ejemplo, Max puede llevar una pistola y un subfusil a la vez. Las físicas del salto con disparo se han mejorado, de forma que Payne reacciona al ambiente y cayendo al suelo de una forma mucho más realista.
Max Payne 3 también ha cambiado el sistema de guardados y no presenta la opción de guardados rápidos anterior, sino que usa un sistema de puntos de guardado específicos.

## Multijugador
Además de la historia, Max Payne 3 es el primer título de la serie en presentar una experiencia multijugador. El multijugador de Max Payne 3 tiene como objetivo ofrecer una historia que altera dinámicamente los mapas y el modo de progreso para todos los jugadores en una partida. Junto con los modos multijugador tradicionales, Max Payne 3 también incluye un profundo sistema de recompensas y niveles, clanes persistentes, además de múltiples opciones de armamento, el Bullet Time y el salto con disparo está permitido.
Si el jugador decide usar la integración con el Rockstar Games Social Club, puede importar sus equipos a Grand Theft Auto V.

## Recepción y crítica
Max Payne 3 recibió críticas generalmente positivas. Aunque algunos no estuvieron de acuerdo con la salida de Remedy y del escritor Sam Lake respecto al desarrollo, GameRankings y Metacritic le dieron puntuaciones superior al 80%.